# Рефахие
Рефахие (тур. Refahiye) — город и район в провинции Эрзинджан Турции.

## История
Изначально эти земли были частью государства Хайаса, затем они были завоёваны хеттами, а в XIII веке до н. э. вошли в состав государства Урарту. Потом они стали частью Мидийского царства, а в 550 году до н. э. были завоёваны персидским царём Киром и вошли в состав сатрапии Армения. Впоследствии регион стал частью уже независимой Армении. Затем эти земли стали ареной римско-персидских, а впоследствии — ирано-византийских войн. В XI веке здесь утвердились сельджуки, а в XIII веке сюда вторглись монголы. В 1402 году сюда пришёл Тамерлан, а после его ухода эти земли стали частью державы Ак-Коюнлу. В 1473 году ак-коюнлу были разбиты османским султаном Мехмедом II, потом эти земли были захвачены кызылбашским шейхом Исмаилом. В результате последовавшей за этим османо-сефевидской войны эти земли вошли в состав Османской империи.
Во время первой мировой войны коренное армянское население было истреблено в ходе Геноцида армян.